# タイの政治
タイの政治（タイのせいじ）ではタイ王国の政治について解説をする。
タイは1932年の立憲革命を経て、政治体制としては国王を国家元首とする立憲君主制であり、議院内閣制を採用している。タイ王政は「国王」「仏教」「民族」を三位一体の秩序とみなす「ラク・タイ」の原理を民主政治の重要な基本理念としており、国民主権でありつつも、国王が最高権力者として三権に介入することも可能とされる（後述）。また、憲法において信仰の自由、言論の自由、出版の自由、集会の自由、結社の自由、政党結成、通信の自由が保障されている。
しかし、 軍の権力が強いことからたびたびクーデターが発生し、軍事政権が樹立されて文民統制などの抑止装置が働かない状態が起こる等、軍政と民政の間を行きつ戻りつしている。そのため、国王は調停者として政治の行き詰まりを打開する高次の調整機能を行使してきた。頻発するクーデターのため、立憲制の開始から2007年までの間に公布された憲法の数は、暫定憲法を含めると18編に及ぶ。しかし、1970年代までは頻発したクーデターも、都市中間層の影響力が相対的に向上した1980年代以降は減少傾向にある。
なお立憲革命以後のタイ王国の政治体制の根幹は、大日本帝国の大日本帝国憲法（明治憲法）にあり、日本の明治憲法体制(半立憲君主制)は当初ほぼそのまま導入された(現在は、日本国憲法の共和国の象徴君主と比べて大きな権限を持つ、イギリス型の議会君主制である)、国王制に関しては、明治憲法の制度が21世紀に至るまで基本的に維持されている。

## 国家元首
国王は国家元首であり、日本の明治憲法3条と同様の神聖不可侵が定められた上で、宗教の擁護者と規定されているが、明治憲法と違って仏教徒であることが義務付けられる。またタイ王国軍の総帥の地位にある。現在の国王はチャクリー王朝10代目のワチラーロンコーン（ラーマ10世、在位：2016年12月1日 - ）である。
国王は三権に対して規定に基づいた主権を行使できる。民主化勢力と軍政が衝突した際に国王が調停を行った例として、1973年の血の日曜日事件と、1992年の暗黒の5月事件が挙げられる。

国王の諮問機関として枢密院がある。国王は枢密院議長1名および18名以下の枢密顧問官を任意に選ぶことができる。枢密顧問官は王族、元首相、退役軍人、元最高裁判所長官、元官僚などから選ばれることや、国王からの諮問に対して提言する任務を有していることなどから、国政に影響力を持つ存在と言える。

## 行政
内閣は首相及び35名以下の国務大臣により構成され、国王によって任命される（大臣は実質的には首相及び政党間のかけひきによって選ぶ）。立憲にあたって参考にした日本と同じく、もっとも勢力のある政党が主体となって連立政権を組織する場合が多い。
首相は下院議員の中から下院の審議・承認の後、国王によって任命される。首相の任期は連続8年に制限されている。首相は国王への助言・承認のもとで下院を解散することができる。

## 立法
国会(รัฐสภา)は以下の二つの議院によって両院制が構成されている。大英帝国のウェストミンスター・システムを根幹とし、明治憲法下日本の帝国議会と類似した制度を採る。なお、上下両院共にすべての議席が選挙で選ばれる日本の国会（戦後民主主義体制）と同じ制度も過去に導入されたことがある。
元老院(วุฒิสภา)
上院に相当する議院で、定数は150議席。各県から1名及び都から1名選ばれる任期6年の民選議員（76議席）と、選考委員会から任命される任期3年の任命議員（74議席）で構成される。民選議員、任命議員ともに、満40歳以上、大学卒以上、非政党員などの条件がある。（2014年のクーデターにより上院は解散。2017年の新憲法により定員は200人、ただし新憲法以降期間の5年間は定員250人）
人民代表院(สภาผู้แทนราษฎร)
下院に相当する議院で、任期は4年。2011年2月に成立した憲法改正により、小選挙区比例代表並立制によって行われた。小選挙区比例代表並立制とは、選挙人が小選挙区と比例代表のそれぞれに1票ずつ投票する制度。小選挙区から375人、比例代表から125人の計500人を選出する。

下院議長が国会議長、上院議長が国会副議長となる。法案の先議権は建前上下院にあるが、委員会よりも本会議が重視される読会制を採用しており、本会議自体が上下両院合同で行われることも珍しくない。
内閣不信任決議案は下院議員の5分の1以上で提出可能である（従来は5分の2以上）。
クーデター後に軍の公布する暫定憲法では、任命議員による一院制の国会を制定するのが通例となっている。暫定憲法下の国会では通常の立法機能のほか、憲法制定会議として次の憲法を審議する機能が与えられる。

## 司法
制度は慣習法に基づいた国内法を元に成り立っているといわれる。また、伝統的な法と欧米型の法とのミックスでもある。成人年齢は18歳。ただし、結婚、両親の死亡などにより成人することが出来る。
司法制度としては憲法問題を担当する憲法裁判所、通常の民事及び刑事訴訟を担当する司法裁判所、行政訴訟を担当する行政裁判所、軍事訴訟を担当する軍事裁判所が設置されている。司法裁判所は、基本的に第一審裁判所、控訴裁判所及び最高裁判所の三審制をとっている。裁判官は司法委員会の承認のもと、国王により任命される。
深南部三県を中心とする地域では、ムスリム間のみにおいてイスラーム法による民事裁判がおこなわれている。

## 地方行政
タイの国土は76の県と1つの首都府（バンコク）に分かれるが、このうち行政トップが民選なのはバンコク首都府のみで、他の県の知事は内務省の官僚が派遣される徹底的な中央集権制である。この制度はラーマ5世治世下の1892年（仏暦2435年）に行われたチャクリー改革で導入されたものであるが、当時の日本では既に明治憲法が有効で、現在のタイと同様の府県制が確立していた。

## 政治情勢の変化
タイは1932年に立憲革命が行われた。翌年にはパホンやピブーンによる軍閥派のクーデターが起こり、早くも軍事独裁の傾向を見せ始めた。
第二次世界大戦後、プリーディー・パノムヨン、クワン・アパイウォンなどの文民が台頭し一時文民政権が誕生するが、ラーマ8世の怪死がおこりその支持率は低下、再び軍事政権が盛り返した。1973年にはタノーム首相が非武装の反対派学生のデモを鎮圧し多数の死者を出したため（血の日曜日事件）、ククリット・プラモートなどの文民政権が誕生するが1976年、早くも崩壊。軍事政権は1991年にスチンダー政権が、市民の抗議を受けるまで続いた。その後は中流階級が台頭し、民主主義に逆行する現象は2006年のタクシン追放クーデターまで起きなかった。

### 近年の政治情勢
2006年4月2日に下院選挙が行われたが、民主党など主要政党はボイコットし、タクシン・チナワットが率いる与党のタイ愛国党が大半の議席を占めた。しかし、プミポン国王が野党不参加の総選挙の可否について憲法裁判所の判断を求め、同裁判所は下院選挙無効の裁定を下した。やり直し選挙には与野党とも参加する意向を示していた中、9月、クーデターが発生。「民主主義統治改革評議会」が三権を停止した。その後、新憲法の起草、新憲法の同意を得る国民投票を経た後、下院選挙が行われ、2008年2月6日、サマック・スントラウェート内閣が発足した。民政復帰は2006年9月の軍部によるクーデター以来。

2008年5月から反タクシン派である市民団体（都市部のインテリ層・富裕層が中心）の民主市民連合（PAD）が、2006年のクーデター以来の反政府運動を繰り広げる中、9月9日に、サマック首相のテレビ出演に対する憲法裁判所による違憲判決がなされ、首相が辞任することとなる。そこで、タクシン元首相の義弟であるソムチャーイ・ウォンサワットが首相に就任したが、PADによる反政府運動が首相府を占拠するなど激しくなる。11月には、PADがバンコクにあるスワンナプーム国際空港とドンムアン空港を占拠し首都の空港機能が麻痺する事態になる中、12月2日に、与党の選挙違反に関して憲法裁判所が人民の力党など与党3党に対し解党命令を行ない、ソムチャーイ政権も崩壊する。これを受けて、野党であった民主党がタクシン派の多くを除く旧連立与党の政党と協力し、12月15日に下院にてアピシット・ウェートチャーチーワが首相に任命された。

タクシン政権以後のタイの政治の混迷は、人口の農村の住民を中心としたタイの人口の7割を占めるタクシン派と、地方へのばら撒き政策を非難するインテリ層・富裕層・中間所得層を主とする反タクシン派の利権争いが主な要因になっている。2011年7月、タクシンの実の妹であるインラックが首相に就くが、同年に生産された米を農民から政府が市場価格の約2倍で買い取る政策を行った所、ベトナムなどの他の東南アジア諸国の米との価格競争に負けて米が売れなくなり、政府の資金繰りの悪化だけでなく貧困層がますます貧困に陥ったことも混迷に拍車をかけ、2013年の反政府デモ、そして2014年のクーデターによるプラユット・チャンオチャら軍トップによる政権奪取へとつながった。